# Seewaldsee (sjö i Österrike, Salzburg)
Seewaldsee är en sjö i Österrike.   Den ligger i förbundslandet Salzburg, i den centrala delen av landet, 240 km väster om huvudstaden Wien. Seewaldsee ligger 986 meter över havet.
I omgivningarna runt Seewaldsee växer i huvudsak blandskog. Runt Seewaldsee är det ganska tätbefolkat, med 83 invånare per kvadratkilometer.